# TT Волка
TT Волка (лат. TT Lupi) — одиночная переменная звезда в созвездии Волка на расстоянии (вычисленном из значения параллакса) приблизительно 5457 световых лет (около 1673 парсеков) от Солнца. Видимая звёздная величина звезды — от +16,2m до +12,2m.

## Характеристики
TT Волка — красная пульсирующая переменная звезда, мирида (M) спектрального класса Me. Эффективная температура — около 3295 K.